# Weston (Lincolnshire)
Weston – wieś i civil parish w Anglii, w Lincolnshire, w dystrykcie South Holland. W 2011 civil parish liczyła 2054 mieszkańców. Weston jest wspomniana w Domesday Book (1086) jako Westune.